# Zulfiandi
Zulfiandi Zulfiandi (Bireuen, 17 luglio 1995) è un calciatore indonesiano, centrocampista svincolato.

## Carriera

### Club
Ha giocato nella massima serie indonesiana.

### Nazionale
Ha giocato nelle nazionali giovanili indonesiane Under-19 ed Under-23.
Tra il 2018 ed il 2019 ha totalizzato complessivamente 10 presenze ed una rete nella nazionale indonesiana.